# Buckland River (Ovens River)
Der Buckland River ist ein Nebenfluss des Ovens River im australischen Bundesstaat Victoria. Er ist bekannt für sein Fliegenfischen auf Forellen und für das Buckland-Tal.

## Buckland-Aufruhr
Eine gewaltsame Konfrontation zwischen chinesischen und europäischen Goldsuchern fand am Buckland River am 4. Juli 1857 statt. Auf dem Upper Ovens Goldfield, in einem Gebiet, das heute die Städte Harrietville, Bright und Wandiligong umfasst, lebten 6.000 Goldsucher. Die große Menschenansammlung, die sich über das Gebiet erstreckte, führte zu Problemen und es kam zu einer anti-chinesischen Auseinandersetzung, dem so genannten Buckland Riot (Buckland-Aufruhr). Während des Konflikts arbeiteten 500 Europäer und 2.000 oder 2.500 Chinesen dort. Sie hatten schon seit Wochen einen Streit um dieses Gebiet. Es kam zu Prügeleien, Raub und der Zerstörung von chinesischen Camps, an den Spätfolgen dieser Auseinandersetzung kamen einige Chinesen zu Tode, genaue Zahlen sind jedoch nicht bekannt.
Diese Auseinandersetzung führte dazu, dass von der Regierung Viktorias Regeln für die chinesische Einwanderung erlassen wurden. Diese und weitere Auseinandersetzungen führten später zur White Australia Policy.